# Freezland Rock
Freezland Rock ist ein markanter, spitzer und 305 m hoher Klippenfelsen im Archipel der Südlichen Sandwichinseln. Er ragt 5,6 km westlich von Bristol Island auf, sowie 3,3 km westlich des Grindle Rock und 1,7 km westlich des Wilson Rock. Die drei genannten Felsen liegen in einer Linie westlich von Bristol Island.
Der britische Seefahrer James Cook benannte ihn als Freezland Peak nach Samuel Freezland, einem Matrosen seines Schiffs Resolution, der 1775 als Erster die Südlichen Sandwichinseln sichtete. Wissenschaftler der britischen Discovery Investigations identifizierten den Felsen 1930 und nahmen eine Anpassung der Benennung vor.